# Babacar Niasse
Pour les articles homonymes, voir Niasse et Babacar Niasse (football).
Babacar Niasse, né le 30 avril 2000, à Châteauroux, est un joueur professionnel français de basket-ball. Il évolue au poste d'arrière.

## Biographie
Formé au centre de formation de Chalon-sur-Saône, il joue avec le club chalonnais en première division en 2017-2018 (4 points par matchs en deux rencontres), 2018-2019 (1,4 points par match en cinq rencontres), 2019-2020 (1,2 points par match en 14 rencontres) et 2020-2021 (1 point par match en 24 rencontres). Il évolue aussi en 2019-2020 pour trois matchs avec le club de Denain en Pro B pour 8,7 points par match.

## Sélection nationale
Sélection en Equipe de France U15, U16, U18 et U19

## Palmarès
- Finaliste de la Coupe de France Cadets : 2016[2]
- Finaliste du Trophée du Futur : 2019[2]
- Médaille de bronze au championnat du monde U19 : 2019[2]

 Orléans Loiret Basket : 
- Vainqueur de : Leaders Cup de Pro B 2025